# Saint-Clément, Gard
Saint-Clément este o comună în departamentul Gard din sudul Franței. În 2009 avea o populație de 289 de locuitori.

## Evoluția populației
| An        | 1975 | 1982 | 1990 | 1999 | 2006 | 2009 |
| --------- | ---- | ---- | ---- | ---- | ---- | ---- |
| Populație | 126  | 113  | 122  | 140  | 235  | 289  |